# Schloss Sauerbrunn
Schloss Sauerbrunn är ett slott i Österrike.   Det ligger i distriktet Murtal och förbundslandet Steiermark, i den centrala delen av landet, 180 km sydväst om huvudstaden Wien. Schloss Sauerbrunn ligger 750 meter över havet.
Terrängen runt Schloss Sauerbrunn är kuperad åt nordost, men åt sydväst är den bergig. Schloss Sauerbrunn ligger nere i en dal. Närmaste större samhälle är Judenburg, 8,4 km öster om Schloss Sauerbrunn. 
I omgivningarna runt Schloss Sauerbrunn växer i huvudsak blandskog. Runt Schloss Sauerbrunn är det ganska glesbefolkat, med 42 invånare per kvadratkilometer.